# Новоандреевка (Алтайский край)
Новоандреевка — село в Бурлинском районе Алтайского края России. Административный центр и единственный населённый пункт Новоандреевского сельсовета.

## История
Основано в 1905 году. До 1917 года украинская деревня Славгородской волости Барнаульского уезда Томской губернии. В 1928 году деревня Ново-Андреевка состояла из 50 хозяйств Являлось административным центром Ново-Андреевского сельсовета Ново-Алексеевского района Славгородского округа Сибирского края. Была организована сельскохозяйственная артель им. Т. Г. Шевченко. С 1950 года являлось центральная усадьбой укрупнённого колхоза имени Маленкова (в 1957 году переименован в колхоз «40 лет Октября»). С 1953 по 1989 гг. в составе Ореховского сельсовета. С 1966 года по 1982 год было отделением совхоза «Ореховский». С 1982 года стало центральной усадьбой совхоза «Новоандреевский».

## Население
В 1928 году в посёлке проживало 791 человек (391 мужчина и 400 женщин). Преобладающее население: украинцы.
| 1997 | 1998 | 1999 | 2000 | 2001 | 2002 | 2003 |
| ---- | ---- | ---- | ---- | ---- | ---- | ---- |
| 546  | ↗562 | ↘561 | ↘560 | ↘534 | ↘520 | ↘492 |
| 2004 | 2005 | 2006 | 2007 | 2008 | 2009 | 2010 |
| ↗529 | ↘515 | ↘491 | ↘461 | ↘446 | ↘412 | ↘357 |
| 2011 | 2012 | 2013 | 2014 | 2015 | 2016 | 2017 |
| ↘353 | ↘321 | ↘298 | ↘295 | ↘286 | ↘281 | ↘275 |
| 2018 | 2019 | 2020 | 2021 |      |      |      |
| ↘253 | ↘248 | ↗258 | ↘247 |      |      |      |